# Pharmaceutical Research
Pharmaceutical Research (englisch; abgekürzt Pharm. Res.) ist eine wissenschaftliche Fachzeitschrift, die vom Springer-Verlag veröffentlicht wird. Die Zeitschrift ist das offizielle Publikationsorgan der American Association of Pharmaceutical Scientists und erscheint derzeit mit zwölf Ausgaben im Jahr. Es werden Arbeiten veröffentlicht, die sich mit allen Aspekten der Arzneimittelentwicklung beschäftigen.
Der Impact Factor lag im Jahr 2020 bei 4,200. Nach der Statistik des Web of Science wird das Journal mit diesem Impact Factor in der Kategorie multidisziplinäre Chemie an 66. Stelle von 178 Zeitschriften und in der Kategorie Pharmakologie und Pharmazie an 97. Stelle von 276 Zeitschriften geführt.